# Mohammad Iqbal
Mohammed Iqbal (urdu/persiska: محمد اقبال, hindi: मुहम्मद इक़बाल), född 9 november 1877 i Sialkot, Punjab, död 21 april 1938 i Lahore, var en pakistansk, muslimsk filosof, politiker och poet. Han skrev flera verk om religiös och politisk filosofi, från ett muslimskt perspektiv. Iqbal brukar därför betraktas som Pakistans nationalskald, bland annat eftersom han inspirerade skapandet av denna stat, och hans födelsedag är allmän helgdag i Pakistan. Han skrev sina dikter på persiska och urdu. Han adlades av den brittiska staten 1922.

## Biografi
Mohammad Iqbal föddes 1877 i Punjab som äldste son i en familj med kashmirisk härkomst. Det är möjligt, men ifrågasatt, att hans familj varit brahminer, innan deras förfader Sahaj Ram Sapru konverterade till islam. Mohammad Iqbal fick en djupt religiös uppfostran av sin far, skräddaren Shaikh Nur Muhammad, som var känd för sin andliga hängivenhet.
Sin första utbildning fick han av informatorer, och sedan vid Scotch Mission College i Sialkot. Tidigt visade han språkbegåvning, såväl avseende på andra språk som på eget litterärt skapande. När han var femton hade han tagit examen, och familjen arrangerade ett äktenskap mellan honom och Karim Bibi, dotter till en ansedd läkare i trakten. De fick två barn som överlevde spädbarnsåldern, men äktenskapet var olyckligt och ledde till skilsmässa 1916.
Iqbal studerade vid Government College University i Lahore, där han läste filosofi, engelsk litteratur och arabiska, och avlade där filosofie kandidatexamen. För sin kandidatuppsats belönades han med universitetets guldmedalj. Under studierna till magisterexamen hamnade han under islamologen sir Thomas Arnolds beskydd, vilken blev Iqbals bro mellan de båda kulturområdena öst och väst. Iqbal fick tjänst vid Oriental College i Lahore, och skrev då sin första bok (1903), som handlade om kunskap om ekonomi. 1905 författade han sin berömda sång, Tarana-e-Hind (Sången om Indien).
Genom sir Thomas Arnolds försorg, reste Iqbal till Europa, och kunde 1907 börja studera vid Trinity College vid Cambridge University, samtidigt som han studerade juridik vid Lincoln's Inn. 1908 hade han en juristexamen. Han begav sig därefter till Tyskland, där han doktorerade under Friedrich Hommel vid Ludwig-Maximilians-Universität i München, med en avhandling om den persiska metafysikens utveckling. Under tiden i Europa började han skriva poesi på persiska, och engagera sig politiskt.
År 1908 återkom Iqbal till Indien, och fick en docentur vid Government College, men hoppade av den akademiska karriären för att syssla med juridik i stället, av ekonomiska skäl. Vid sidan av sin yrkesverksamhet, värvades han till den muslimska intellektuella organisationen Anjuman-i-Himayat-i-Islam, i vilken han 1919 blev generalsekreterare. Som intellektuell fokuserade Iqbal på andlighetens olikartade utvecklingar i väst och öst, inspirerad av Friedrich Nietzsche, Henri Bergson och Goethe, och kritisk till tendensen i väst att skilja mellan stat och religion samt materialismens utbredning. Störst påverkan utövade emellertid Jalal al-din Rumis poesi och filosofi, vilket tagit sig omisskännliga spår i Iqbals diktning, då han, även influerad av Dantes Divina Commedia, låter Rumi själv framträda som vägvisare i Javid Nama (1932). Iqbal började under Rumis inflytande skriva om det muslimska samhället, Ummah, och sökte förena de politiska barriärerna mellan de muslimska länderna, till exempel i Rumuz-i-Bekhudi (1917).
År 1915 publicerade Iqbal sin första diktsamling på persiska, Asrar-i-Khudi (Självets hemligheter), och 1924 på urdu, Bang-i-Dara (Ropet från den marscherande klockan). Efter 1930 skrev han huvudsakligen på urdu, men innan dess är hans flesta skrifter på persiska. Bal-i Jibril (1935; Gabriels vingar) brukar framhållas som ett av de främsta verken på urdu.
Iqbal var en stark proponent för att Indien skulle gå med i första världskriget. 1926 invaldes han i parlamentet i Punjab, där han verkade för muslimernas rättigheter. Han var en av de mest framstående muslimska aktivisterna, och lade därför fram två-nationsteorin, som gick ut på att de muslimska territorierna borde få självständighet från Indien. Desillusionerad över de motstridiga viljorna bland ledande muslimer, fäste han slutligen sitt hopp till Muhammad Ali Jinnah. Olikheterna mellan de båda männen var dock påfallande: Iqbal förespråkade en muslimsk teokrati och Jinnah en sekulär statsbildning.
1933 insjuknade Iqbal efter en resa till Spanien och Afghanistan, och skulle aldrig bli helt återställd. Under sina sista år återuppbyggde han ett center för islamiska studier, men drog sig tillbaka 1934. Fyra år senare avled han i Lahore efter en lång tids sjukdom. Hans mausoleum är beläget vid ingången till Badshahi-moskén och bevakas av en statlig vakt.